# (541027) 2017 YQ15
(541027) 2017 YQ15 es un asteroide perteneciente al cinturón de asteroides descubierto el 11 de septiembre de 2004 por el equipo del Lincoln Near-Earth Asteroid Research desde el Laboratorio Lincoln, Socorro, Nuevo México, Estados Unidos.

## Designación y nombre
Designado provisionalmente como 2017 YQ15.

## Características orbitales
2017 YQ15 está situado a una distancia media del Sol de 2,527 ua, pudiendo alejarse hasta 2,729 ua y acercarse hasta 2,324 ua. Su excentricidad es 0,080 y la inclinación orbital 12,72 grados. Emplea 1467,55 días en completar una órbita alrededor del Sol.

## Características físicas
La magnitud absoluta de 2017 YQ15 es 16. Tiene 3,339 km de diámetro.